# تجمع طحرحور (رماة)
'

تعديل مصدري - تعديل

تجمع طحرحور هي إحدى قرى عزلة رماة بمديرية رماة التابعة لمحافظة حضرموت، بلغ تعداد سكانها 47 نسمة حسب تعداد اليمن لعام 2004.